# Smetiščarji
Smetiščarji (znanstveno ime Bolbitius) so rod gliv iz družine smetiščark (Bolbitiaceae).

## Seznam smetiščarjev Slovenije[3]
- ščitasti smetiščar (Bolbitius pluteoides)
- papagajski smetiščar (Bolbitius psittacinus)
- olivnorumeni smetiščar (Bolbitius titubans)